# 海会镇
海会镇，是中华人民共和国江西省九江市庐山市下辖的一个乡镇级行政单位。2016年4月29日，从海会镇析出高垅、庐山水泥厂、五星、双垅、银门、谷山、青山等7个村（居）委会，设立高垅乡。将调整后的九江市濂溪区海会镇(海会、庐星、彭山、长岭、五洲、光明等6个村、居委会）划归庐山市管辖。

## 行政区划
海会镇下辖以下地区：
海会集镇社区、庐星社区、长岭村、五洲村、光明村、彭山村、林场生活区、庐山水产场生活区、海会师范茶林场生活区、青山湖水产养殖公司生活区、园艺场生活区、青山垦殖场生活区和茶场生活区。